# 開城府 (朝鮮王朝)
開城府，是朝鮮王朝為首都防衛而設立管理古都開城的官署，從二品衙門。
李氏朝鮮建国初期設立，1395年（朝鲜太祖4年）6月13日改稱開城留後司，1438年（朝鲜世宗20年）10月15日復称開城府。

## 構成
- 留守 從二品 定数2人 其中一人由京畿道觀察使兼任
- 管理使 從二品 定数2人 由開城留守兼任
- 經歷 從四品 定数1人
- 從事官 從六品 定数1人
- 都事 從五品 定数1人
- 教授 從六品 定数1人
- 分教官 從九品 定数1人
- 檢律 從九品 定数1人